# Carolina Invernizio
Carolina Invernizio, née le 28 mars 1851 à Voghera (royaume de Sardaigne) et morte le 27 novembre 1916 à Coni (royaume d'Italie) est une écrivaine italienne de la seconde moitié du XIXe siècle et du début du XXe siècle, auteure de nombreux romans populaires.

## Biographie
Quoique Piémontaise, Carolina Invernizio a passé les premières années de sa vie à Florence, où son père était fonctionnaire et où son mari, Marcello Quinterno, un bersaglier, a été affecté pour son premier poste. Elle a ensuite vécu à Turin.

## Œuvres
- Rina, o l'angelo delle Alpi
- Anime di fango
- Odio di araba
- Paradiso e inferno
- La sepolta viva
- Il bacio di una morta
- I ladri dell'onore
- La figlia della portinaia
- La felicità nel delitto
- Peccatrice moderna
- L'orfano del ghetto
- Piccoli martiri
- La vergine dei veleni
- Il treno della morte
- La vendetta d'una pazza
- Il figlio dell'anarchico
- La fidanzata del bersagliere

## Adaptations au cinéma
- 1949 : Le Baiser d'une morte d'après son roman Il bacio di una morta, réalisé par Guido Brignone
- 1974 : Le Baiser d'une morte réalisé par Carlo Infascelli d'après le même roman.